# U 7 (U-Boot, 1911)
U 7 war ein U-Boot der deutschen Kaiserlichen Marine. Es war das erste deutsche U-Boot, das durch Eigenbeschuss versenkt wurde.

## Bau und Indienststellung
U 7 war ein sogenanntes Zweihüllenboot, als Hochseeboot vom U-Boot-Konstrukteur Hans Techel konzipiert. Es wurde am 8. April 1908 in Auftrag gegeben und in der Germaniawerft auf Kiel gelegt. Der Stapellauf erfolgte am 28. Juli 1910, die Auslieferung und Indienststellung erfolgten am 18. Juli 1911 unter Kapitänleutnant Georg-Günther von Forstner.

## Technik
Das Boot war 57,3 m lang und, 5,6 m breit und hatte einen Tiefgang von 3,55 m sowie eine Verdrängung von 505 Tonnen über und 636 Tonnen unter Wasser. Die Besatzung bestand aus 28 Mann, davon vier Offiziere. Es waren zwei Körting Petroleummotoren mit Sechszylinder-Zweitakt und zusammen 662 kW (900 PS) eingebaut; andere Quellen nennen einen Achtzylinder-Zweitakt-Petroleummotor. Für die Unterwasserfahrt war ein SSW-Elektromotor eingebaut, der eine Leistung von 765 kW (1040 PS) hatte. Somit wurden über Wasser Höchstgeschwindigkeiten von 13,4 kn und unter Wasser von 10,2 kn erreicht. Der Aktionsradius betrug bis zu 3.300 NM bei Überwasserfahrt. Bei getauchter Fahrt mit 5 kn Marschgeschwindigkeit wurden maximal 80 NM erreicht. Die maximale Tauchtiefe betrug 30 Meter. Die Bewaffnung bestand aus jeweils zwei Torpedorohren im Bug und im Heck mit sechs Torpedos. Bis Ende 1914 war hinter dem Turm eine 3,7-cm-Revolverkanone montiert.

## Einsätze und Verbleib
Das Boot unternahm sieben Feindfahrten, wobei es keine Versenkungen erzielte.
Am 20. Januar 1915 verließ U 7 unter dem Kommando von Kapitänleutnant Georg König den Hafen von Emden in westlicher Richtung. An diesem Tag herrschte starker Seegang, weshalb U 22 unter dem Kommando von Kapitänleutnant Bruno Hoppe seine Position vor der englischen Küste verließ, um nach Emden zurückzukehren. Am folgenden Tag begegneten sich beide Boote in Sichtweite nördlich von Ameland vor der niederländischen Küste. Aufgrund der schlechten Sichtverhältnisse erkannte Hoppe nicht, dass es sich um ein deutsches Boot handelte. U 22 sendete ein Erkennungssignal, welches von U 7 unbeantwortet blieb. Vielmehr versuchte U 7, sich mit zunehmender Geschwindigkeit zu entfernen. Ein weiteres Signal von U 22 wurde ebenfalls nicht beantwortet. Nachdem auch ein drittes Signal unerwidert geblieben war, ließ Hoppe zwei Torpedos abschießen, von denen einer U 7 in Höhe des Turms traf. Das Boot sank unmittelbar darauf auf der Position 53° 43′ N, 6° 2′ O.
Ein Besatzungsmitglied, das das sinkende Boot noch verlassen konnte, wurde von U 22 gerettet.

## Trivia
Die besondere Tragik dieses Zwischenfalls lag neben der irrtümlichen Versenkung eines eigenen Bootes in dem Umstand, dass zwischen den beiden Kommandanten eine enge persönliche Freundschaft bestand.

## Kommandanten
| Dienstgrad      | Name                                | von            | bis             |
| --------------- | ----------------------------------- | -------------- | --------------- |
| Kapitänleutnant | Georg-Günther Freiherr von Forstner | 18. Juli 1911  | unbekannt       |
| Kapitänleutnant | Georg König                         | 1. August 1914 | 21. Januar 1915 |